# Songthela sapana
Espèce
Synonymes
- Abcathela sapana Ono, 2010

Songthela sapana est une espèce d'araignées mésothèles de la famille des Liphistiidae.

## Distribution
Cette espèce est endémique de la province de Lào Cai au Viêt Nam,. Elle se rencontre vers Sa Pa vers 1 750 m d'altitude.

## Description
La femelle holotype mesure 13,38 mm.

## Systématique et taxinomie
Cette espèce a été décrite sous le protonyme Abcathela sapana par Ono en 2010. Elle est placée dans le genre Songthela par Xu, Liu, Chen, Ono, Li et Kuntner en 2015.

## Publication originale
- Ono, 2010 : « Four new spiders (Arachnida, Araneae) of the families Liphistiidae, Ctenizidae, Araneidae and Ctenidae from Vietnam. » Memoirs of the National Science Museum, vol. 46, p. 1-12.